# L'Éclair (journal)
Pour les articles homonymes, voir L'Éclair.
L'Éclair est un quotidien français publié entre 1888 et 1926.

## Histoire
Fondé à Paris en octobre 1888, L'Éclair est temporairement rebaptisé Le Peuple avant de reprendre son titre initial le 15 mars 1889, ce qui entraîne une procédure avec un journal royaliste de Montpellier également intitulé L'Éclair. Le fondateur de l’Éclair parisien est un riche passionné de sport hippique, Charles Cazet (d) (1862-1892), directeur de l’Auteuil-Longchamp. Il confie le poste de rédacteur en chef à son ami Maurice Denécheau, ancien collaborateur du Matin d'Alfred Edwards, journal dont L’Éclair se veut le concurrent direct.
« Journal politique quotidien, absolument indépendant » et à bon marché, L’Éclair a ses bureaux au no 21 de la rue Croix-des-Petits-Champs avant de s'installer, vers 1900, au no 10 de la rue du Faubourg-Montmartre.
| |  |
| Alphonse Cazet (d) (directeur entre 1893 et 1896) et Guillaume Sabatier (d) (directeur entre 1896 et 1905). |  |

Après la mort de Charles Cazet, en 1892, et un bref intérim assuré par Denécheau, la direction est reprise par le frère aîné du fondateur, Alphonse Cazet (d) (1858-1896), agent de change et maire de Mézy (Seine-et-Oise). Entré à la chambre des députés à l'occasion d'une élection partielle en mai 1893, Denécheau est réélu lors du scrutin national de 1893 : trop pris par ses nouvelles obligations, il démissionne de ses fonctions de rédacteur en chef en janvier 1894.
En janvier 1896, Alphonse Cazet est visé par une plainte en abus de confiance déposée par Guillaume Sabatier (d) (1863-1920). Ancien rédacteur du quotidien, celui-ci est aussi l'un de ses principaux actionnaires. Quelques semaines plus tard, Cazet, mis en minorité au conseil d'administration, est contraint de céder la direction de l’Éclair à Sabatier.
Par la suite, Sabatier confie le poste de rédacteur en chef à Alphonse Humbert. Député radical-socialiste et nationaliste, celui-ci impose à l’Éclair une ligne éditoriale nettement antidreyfusarde au cours de l'affaire Dreyfus. Il ouvre ainsi les colonnes du journal à l'ex-magistrat Quesnay de Beaurepaire, qui est l'un des plus acharnés contempteurs de Dreyfus. Cet engagement très marqué de l’Éclair lui fait perdre de nombreux lecteurs au profit de son concurrent, Le Matin, qui a su rester plus neutre.
En 1905, Ernest Judet prend la direction du journal. Anglophobe et germanophile, Judet mène une campagne défaitiste au profit de l'Allemagne au début de la Première Guerre mondiale, ce qui vaut à l’Éclair d'être suspendu en mai 1915. La situation du journal est désastreuse en décembre 1917, quand Judet le vend avant de s'enfuir en Suisse.
Dirigé après la guerre par Émile Buré, L’Éclair est finalement absorbé par L'Avenir en 1926.

## Collaborateurs notables
- Jean Ajalbert[2]
- Arsène Alexandre (de 1889 à 1894)[9]
- Emmanuel Arène[2]
- Émile Bergerat[2]
- Jean de Bonnefon[2]
- Albert Carré[10]
- Alphonse Cazet (directeur, 1893-1896)[2]
- Charles Cazet (directeur, 1888-1892)[2]
- André Chéradame[2]
- Louis Dausset[2]
- Maurice Denécheau (rédacteur en chef, 1888-1894)[2]
- Ferdinand Walsin Esterhazy (sous le pseudonyme Waverley)[8]
- Georges Dutailly (administrateur)[2]
- Gaston Gerville-Réache[2]
- Louis de Gramont[11]
- Alphonse Humbert (rédacteur en chef)[2]
- Joseph Jaubert[2]
- Gaston Jollivet[2]
- Ernest Judet (directeur, 1905-1917)[8]
- Georges de Labruyère[12]
- John Labusquière[2]
- Eugène Ledrain[2]
- Jean-Jacques Lieutier[13]
- Édouard Lockroy[2]
- Georges Montorgueil[2]
- Camille Pelletan[2]
- Jean de Pierrefeu (à partir de 1917)[14]
- Léon Roger-Milès (critique d'art)[2]
- Georges Rolle (fait divers)[2]
- Guillaume Sabatier (critique dramatique puis directeur)[2]
- Séverine[2]
- Georges Thiébaud[2]